# Ferdinand Inkey
Ferdinand Inkey Pallinski (Rasinja, 1829. – 1890. ) zastupnik u Hrvatskom i Ugarskom saboru, kandidat za bana. 
Školovao se u Beču (Therresianumu), studirao pravo, a u vojnoj službi je postigao čin husarskog natporučnika. Nakon 1849. preuzeo je upravljanje obiteljskim posjedima. U saboru je 1861. zastupao kotar Koprivnica, a 1868. – 1871. kotar Ludbreg, bio je i zastupnik 1872. – 1875. kao vladin predloženik. Godine 1875. podijeljeno mu je barunatstvo. U Hrvatskom saboru je 1881. bio aktivan kao član odbora za trgovinu, obrt, komunikacije i javne radove, a iste je godin izabran i kao zastupnik u zajedničkom Hrvatsko-ugarskom saboru. Bio je kandidat za hrvatskog bana 1883. godine, a 1884. zastupnik Hrvatske u Gornjoj kući Ugarskog sabora. Posljednji je puta bio zastupnikom u Hrvatskom saboru od 1887. do smrti kao virilista. Studirao je pravo, a naslijedio je očevo imanje Rasinja. Bio je jedan od utemeljitelja Hrvatsko-slavonskog gospodarskog društva. 